# Fluoreto de vanádio(III)

Fluoreto de vanádio(III) é um composto químico de fórmula VF3. Este composto refratário, de coloração verde-amarelada, é obtido em duas etapas a partir do óxido de vanádio(III) -  V2O3.

## Preparação
Primeira etapa consiste na formação sal hexafluorvanadato(III) utilizando hidrogenofluoreto de amônio:
V2O3 + 6 (NH4)HF2 → 2 (NH4)3VF6 + 3 H2O
Na segunda etapa, o the hexafluorvanadato(III) é termicamente decomposto.
(NH4)3VF6 → 3 NH3 + 3 HF + VF3
A decomposição térmica dos sais de amônio é relativamente um método comum para preparação de sólidos inorgânicos.
VF3 pode ser preparado, também, pelo tratamento de V2O3 com HF. 